# Nordic Optical Telescope

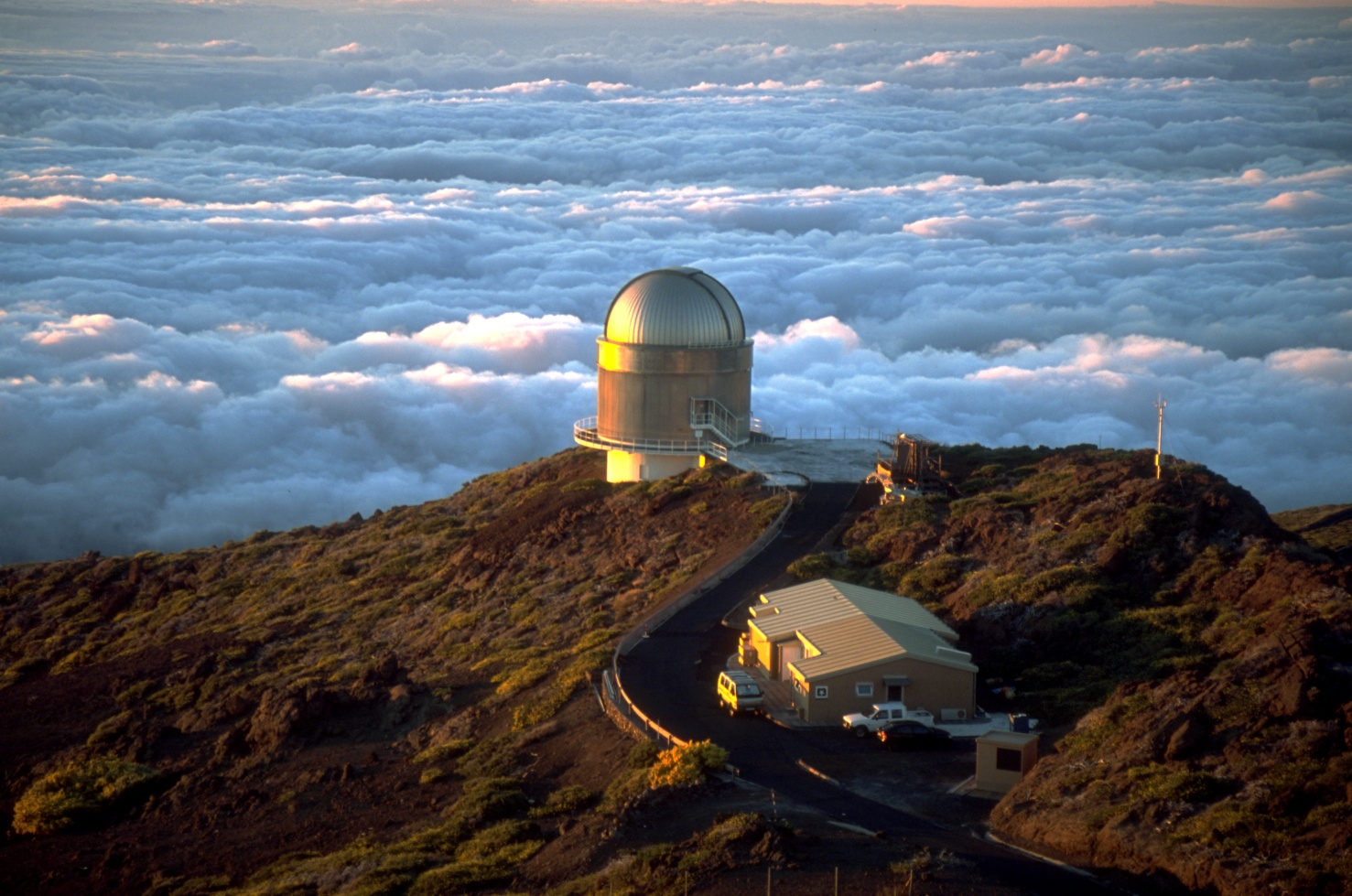
Blick über das Nordic Optical Telescope

Das Nordic Optical Telescope (NOT) ist ein auf dem Roque-de-los-Muchachos-Observatorium auf der Kanareninsel La Palma befindliches astronomisches Teleskop mit 2,56 m Spiegeldurchmesser. Dänemark, Schweden, Island, Norwegen und Finnland finanzierten den Bau, der 1989 abgeschlossen war. Seitdem können weltweit Forscher über das Teleskop verfügen.

## Instrumente
- ALFOSC (Alhambra Faint Object Spectrograph and Camera) – CCD-Spektrograph
- NOTCam – HgCdTe-Hawaii Infrarotkamera und Spektrograph
- MOSCA – CCD
- SOFIN – CCD-Spektrograph (R=170000)
- StanCam – CCD
- LuckyCam – EMCCD
- TURPOL – UBVRI PhotoPolarimeter

## Eponyme
Der Asteroid (2857) NOT ist nach dem Teleskop benannt.